# 안탈리아스포르
안탈리아스포르(튀르키예어: Antalyaspor)는 튀르키예 남부 안탈리아에 본사를 둔 튀르키예의 프로 멀티 스포츠 클럽이다. 클럽의 색상은 빨간색과 흰색이다.
축구팀은 안탈리아 스타디움에서 홈 경기를 치른다. 튀르키예에서 클럽은 1982년과 1986년에 두 번의 TFF 1. 리그 우승을 차지했으며 2000년과 2021년 튀르키예 쿠파스 준우승을 차지했다.

## 역사
1966년에 창단된 안탈리아스포르는 1982-83년 시즌에 처음으로 쉬페르리그로 승격되기 전까지 튀르키예 축구 리그 시스템의 하위 디비전에서 활약했다. 첫 번째 1부 리그 축구 경력은 1984-85년 시즌에 강등되기 전까지 2년간 지속되었다. 짧은 승격과 강등 후 1993-94년 시즌에 쉬페르리그로 돌아와 2001-02년 시즌까지 머물렀다. 이 기간 동안 클럽은 UEFA 인터토토컵에 두 번, UEFA컵에 한 번 참가했으며, 특히 1차전에서 베르더 브레멘을 2-0으로 꺾은 후 2차전에서 6-0으로 패했다.
안탈리아스포르는 2005-06년 시즌 TFF 1. 리그에서 2위를 차지한 후 쉬페르리그로 복귀했다. 2006-07년 시즌에 강등되었음에도 불구하고, 클럽은 다음 시즌에 다시 승격되었고 2009-10년 시즌에는 최고의 쉬페르리그 성적을 거두며 9위로 마감했다. 2014-15년 시즌에는 안탈리아스포르가 5위를 차지하며 플레이오프를 통해 준결승에서 아다나 데미르스포르를, 결승에서 삼순스포르를 꺾고 승격을 차지했다.

## 수상
1. Lig
- 우승 (1): 1981–82, 1985–86
- 준우승 (1): 2005–06, 2007–08

튀르키예 쿠파스
- 준우승 (1): 1999–00

## 선수 명단

### 현역
참고: FIFA 자격 규정에 따라 소속된 국가대표팀 국기를 표시합니다. 선수는 복수의 FIFA 비회원국 국적을 가지고 있을 수 있습니다.
| 번호 | 포지션 | 국적         | 이름              |
| ---- | ------ | ------------ | ----------------- |
| 4    | DF     | 코소보       | 아마르 거샬리우   |
| 6    | MF     | 북마케도니아 | 에르달 라킵       |
| 8    | MF     | 이스라엘     | 람지 사포우리     |
| 9    | FW     |              | 아돌포 가이치     |
| 10   | MF     |              | 샘 라르손         |
| 12   | MF     | 말리         | 무사 제네포       |
| 18   | MF     |              | 야쿠프 카우진스키 |
| 22   | MF     |              | 샌더 반 데 스트릭 |

| 번호 | 포지션 | 국적                  | 이름            |
| ---- | ------ | --------------------- | --------------- |
| 58   | MF     | 보스니아 헤르체고비나 | 데니 밀로셰비치 |

## 역대 감독
| 감독                | 임기        |
| ------------------- | ----------- |
| 셰놀 귀네슈         | 1997 ~ 1998 |
| 뤼디거 아브람치크   | 1999 ~ 2000 |
| 사뮈엘 에토(대행)   | 2015 ~ 2016 |
| 조제 모라이스       | 2016        |
| 레오나르두 아라우주 | 2017        |
| 함자 함자올루       | 2018        |
| 누리 샤힌           | 2021 ~ 2023 |